# Almodh
Almodh fou un feu de l'Índia a les Províncies Centrals, districte de Chhindwara, format per 52 viles a les muntanyes Mahdeo entre els 22 graus i 17 minuts i els 22 graus i 25 minuts nord, i entre els 78 graus i 18 minuts i els 78 graus 30 minuts est. La superfície era de 134,5 km² i la població el 1881 de 3.133 habitants.
El jagir (territori en feu) era un dels bhopa o guardians hereditaris dels temples de Mahadeo. Pagava un tribut al govern britànic i rebia una subvenció en lloc de taxa de peregrins. La capital era el poblet d'Almodh amb 59 cases i uns 300 habitants, situat a un turó, però per ser força inaccessible el jagirdar va traslladar la seu a un poble més gran al peu de les muntanyes.